# Datoteka s izvatkom
Datoteka s izvatkom (eng. dump file, core dump, memory dump, dump) je datoteka koju kreira operacijski sustav kad se uruši aplikacija te kreira kod s iznimkama. Datoteka s izvatkom kazuje u kojem se redku ili području memorije program urušio te ju se rabi radi rješavanja izravna uzroka tog urušavanja.
No, pojam "dump" datoteke se vremenom počeo rabiti za bilo koju pohranu velike količine podataka radi daljnjeg ispitivanja ili pretraživanja (primjerice, Wikipedijin dump).